# Pavel Tofel
Pavel Tofel (12. května 1915 Bystré – 18. srpna 1942 Biskajský záliv) byl český palubní radiotelegrafista 311. československé bombardovací perutě a oběť druhé světové války.

## Život

### Před druhou světovou válkou
Pavel Tofel se narodil 12. května v Bystrém, osadě Janovic na Frýdecko-Místecku jako třetí dítě rodiny Toffelových. V rodné vsi začal chodit do školy, následně přešel do občanské školy ve Frýdlantu nad Ostravicí, poté se vyučil tiskařem a typografem. Do prezenční vojenské služby nastoupil v devatenácti letech a absolvoval jí u pěšího pluku 39 "výzvědného" v Petržalce. Službu ukončil v dubnu 1938 a začal pracovat jako úředník ve firmě Ferrum.

### Druhá světová válka
Po německé okupaci opustil Pavel Tofel společně s Josefem Bierským 18. srpna 1939 ilegálně Protektorát Čechy a Morava a v Krakově se přihlásil na československém konzulátu. Poté se přesunul do Francie, kde vstoupil do cizinecké legie a v jejích řadách působil v severní Africe. Po vypuknutí druhé světové války byl ze závazku propuštěn a v listopadu 1939 zařazen do vznikající jednotky Československé armády v zahraničí v Agde, kde setrval až do pádu Francie v červnu 1940. Evakuoval se do Spojeného království, kde se přihlásil k letectvu, byl přijat do Royal Air Force, absolvoval telegrafický a střelecký výcvik a poté zařazen k 311. československé bombardovací peruti. Absolvoval dvanáct operačních letů. Dne 18. srpna se přihlásil za indisponovaného kolegu k protiponorkové hlídce nad Biskajským zálivem, během které se jeho stroj Vickers Wellington Mk.Ic DV665 KX-B ztratil. Tělo Pavla Tofla moře nevydalo. Byl prohlášen za nezvěstného a posléze za padlého. Dosáhl hodnosti rotného.

## Pavel Tofel v kultuře
- Pavel Tofel si během své služby v zahraniční vedl deník, který se stal základem pro knihu Pavla Vančaty Z deníku radiotelegrafisty: Unikátní válečný deník Sgt Pavla Tofla, příslušníka 311. čs. bombardovací perutě RAF (Svět křídel, 2013, ISBN 978-80-87567-30-2)[1]

## Ocenění

### Vyznamenání
- Československá medaile Za chrabrost před nepřítelem

### Posmrtná cenění
- V roce 1991 byl Pavel Tofel in memoriam povýšen do hodnosti podplukovníka
- V Bystrém na jeho rodném domě byla v roce 2022 Pavlu Toflovi odhalena pamětní deska[2]